# Callogorgia modesta
Callogorgia modesta is een zachte koraalsoort uit de familie Primnoidae. De koraalsoort komt uit het geslacht Callogorgia. Callogorgia modesta werd in 1879 voor het eerst wetenschappelijk beschreven door Studer. 